# 成崇德
成崇德（1949年12月—），男，汉族，山西祁县人，中国历史学家，曾任中国人民大学清史研究所所长、教授、博士生导师，国家清史编纂委员会副主任，中国蒙古史学会会长。